# Хрущ майский закавказский
Хрущ майский закавказский (лат. Melolontha pectoralis) — жук из рода майские жуки подсемейства Хрущи в семействе Пластинчатоусые.

## Описание

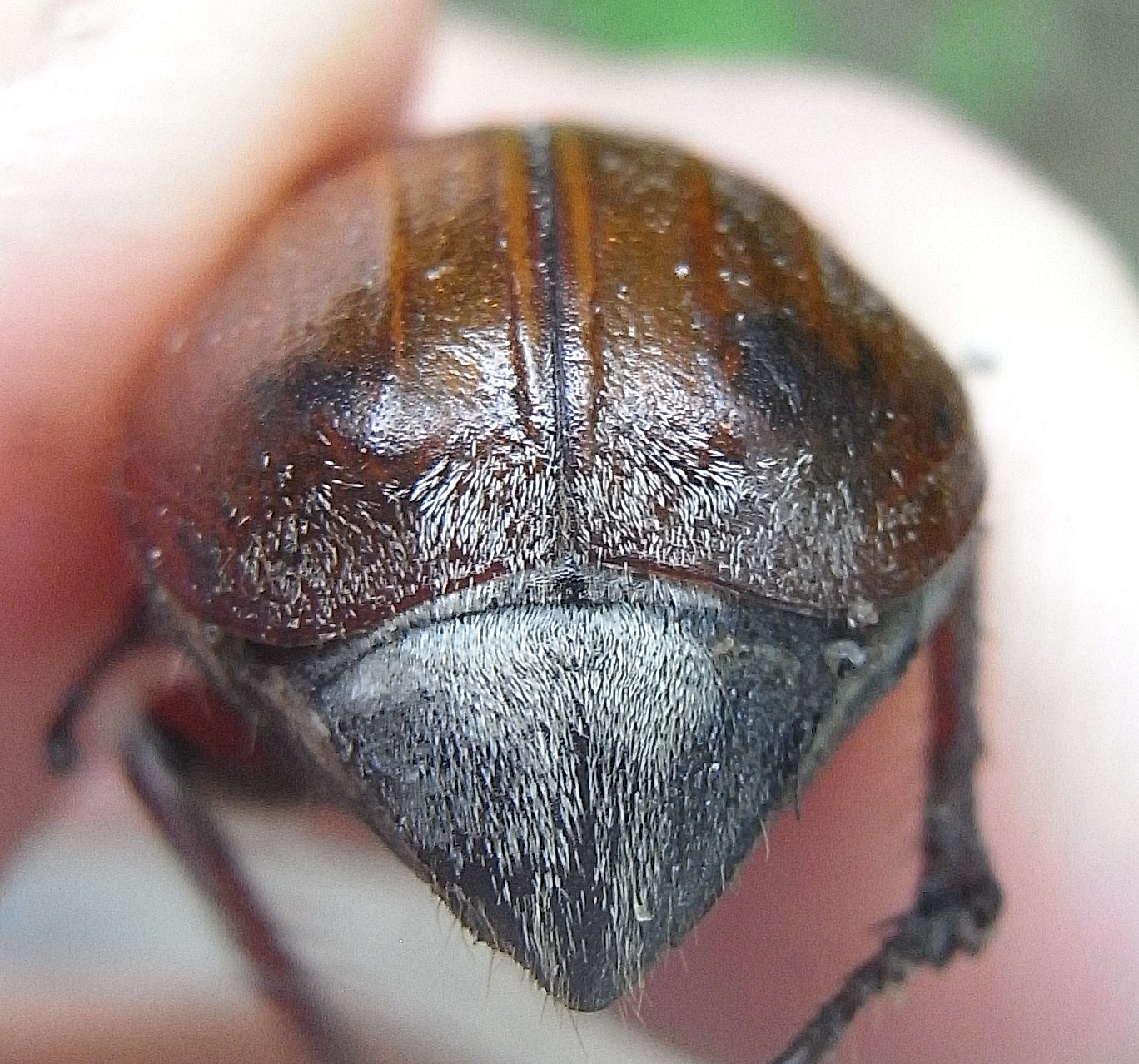
Пигидий самки

Жук длиной 21—29 мм с коренастым, широким и сильно выпуклым телом. Низ тела, голова и переднеспинка — чёрного цвета. Надкрылья, ноги и усики, щупики и пигидий от светло-коричневого, красно-бурого до почти чёрно-коричневого цвета. Надкрылья удлиненно-овальные, с 5 узкими довольно сильными или слабыми ребрами, в промежутках в густом мелком пунктире и морщинках. Пигидий большой. Отросток пигидия более короткий и на конце заострен, у самки большей частью отсутствует. Личинка неотличима от личинки западного и восточного майских хрущей.

## Ареал
Кавказ, Средняя и отчасти Южная Европа — Франция, южная часть Германии, Австрия, Венгрия, Румыния, Северная Италия. Предпочитают места умеренно увлажненные с древесной растительностью.

## Биология
Жуки встречаются с конца апреля до начала июня. В это же время происходят спаривание, питание и яйцекладка. Жуки объедают листья плодовых и лиственных лесных пород, а также повреждают цветки. Самки откладывают яйца в почву на глубину 15—25 см, кучками по 5—20 штук. Предпочитают прогреваемые почвы с редким почвенным покровом. Яйца овальные, белые. Личинки сперва питаются перегноем и мелкими корешками, в дальнейшем — крупными корнями. Чувствительны к влажности почвы. При засухе мигрируют в более глубокие слои почвы, весной и осенью при повышенном увлажнении поднимаются ближе к поверхности. Окукливание личинок последнего возраста происходит в июне-июле в земляной колыбельке на глубине 15—20 см. Куколка свободная, желтоватая. Стадия куколки 30—40 дней. Генерация трехлетняя. Зимуют жуки и личинки в почве.